# Гаф-Мун-Бей
Гаф-Мун-Бей (англ. Half Moon Bay) — літнє село в Канаді, у провінції Альберта, у складі муніципального району Лакомб.

## Населення
За даними перепису 2016 року, літнє село нараховувало 42 особи постійного населення, показавши зростання на 10,5%, порівняно з 2011-м роком. Середня густина населення становила 386,4 осіб/км².
З офіційних мов обидвома одночасно володіли 5 жителів, тільки англійською — 40..
Працездатне населення становило 25 осіб (41,7% усього населення), рівень безробіття — 40%.

## Клімат
Середня річна температура становить 2,7°C, середня максимальна – 21,3°C, а середня мінімальна – -18,6°C. Середня річна кількість опадів – 497 мм.
| Клімат поселення                              | Клімат поселення | Клімат поселення | Клімат поселення | Клімат поселення | Клімат поселення | Клімат поселення | Клімат поселення | Клімат поселення | Клімат поселення | Клімат поселення | Клімат поселення | Клімат поселення | Клімат поселення |
| Показник                                      | Січ.             | Лют.             | Бер.             | Квіт.            | Трав.            | Черв.            | Лип.             | Серп.            | Вер.             | Жовт.            | Лист.            | Груд.            |                  |
| Середній максимум, °C                         | −6,29            | −3,15            | 1,96             | 9,43             | 15,05            | 19,12            | 21,33            | 21,14            | 16,38            | 11,26            | 2,29             | −3,39            |                  |
| Середня температура, °C                       | −12,43           | −9,3             | −4,18            | 3,28             | 8,90             | 12,99            | 15,32            | 15,15            | 10,38            | 5,25             | −3,7             | −9,4             |                  |
| Середній мінімум, °C                          | −18,55           | −15,41           | −10,3            | −2,84            | 2,78             | 6,86             | 9,32             | 9,15             | 4,38             | −0,74            | −9,71            | −15,38           |                  |
| Норма опадів, мм                              | 20               | 15               | 18               | 23               | 56               | 94               | 92               | 71               | 55               | 21               | 15               | 17               |                  |
| Середньомісячна швидкість вітру, м/с          | 3.12             | 3.20             | 3.40             | 3.62             | 3.60             | 3.34             | 3.00             | 2.86             | 3.10             | 3.33             | 3.30             | 3.20             |                  |
| Середньомісячна сонячна радіація, кДж/м²·день | 3828             | 7295             | 12426            | 17246            | 20626            | 21932            | 22627            | 19060            | 13142            | 7882             | 4059             | 2852             |                  |
| --------------------------------------------- | ---------------- | ---------------- | ---------------- | ---------------- | ---------------- | ---------------- | ---------------- | ---------------- | ---------------- | ---------------- | ---------------- | ---------------- | ---------------- |
| Джерело:                                      |                  |                  |                  |                  |                  |                  |                  |                  |                  |                  |                  |                  |                  |